# Saison 9 de 9-1-1
Chronologie
Saison 8
Cet article présente le guide des épisodes de la neuvième saison de la série télévisée américaine 9-1-1.

## Généralités
- Aux États-Unis, cette saison de dix-huit épisodes sera diffusée à partir du 9 octobre 2025 sur le réseau ABC[1]

## Distribution

### Acteurs principaux
- Angela Bassett (VF : Maïk Darah) : Athena Grant
- Jennifer Love Hewitt (VF : Sophie Arthuys) : Maddie Buckley
- Oliver Stark (VF : Franck Lorrain) : Evan « Buck » Buckley
- Kenneth Choi (VF : Marc Perez) : Howard « Chimney » Han
- Aisha Hinds (VF : Laura Zichy) : Henrietta « Hen » Wilson
- Ryan Guzman (VF : Pascal Nowak) : Edmundo « Eddie » Diaz
- Corinne Massiah (VF : Cécile Gatto) : May Grant
- Elijah M. Cooper (VF : Jonathan Gimbord) : Harry Grant[2]
- Gavin McHugh (VF : Gwenaelle Jegou) : Christopher Diaz

### Acteurs récurrents
- Tracie Thoms (VF : Ilana Castro) : Karen Wilson
- Declan Pratt (VF : Cécile Gatto) : Denny Wilson
- Bryan Safi (VF : Sébastien Ossard) : Josh Russo
- Anirudh Pisharody (VF : Nicolas Pluyaud) : Ravi Panikkar
- Askyler Bell (VF : Lucille Boudonnat) : Mara Driskell
- Brian Thompson (VF : Jean-Bernard Guillard) : Capitaine Vincent Gerrard

## Épisodes

### Épisode 1: Titre original inconnu
- États-Unis /  Canada : 9 octobre 2025 sur ABC / Global

## Audiences aux États-Unis
| N° d'épisode | Titre original | Titre français         | Chaîne | Date de diffusion originale | Audience (en millions de téléspectateurs) | Pdm sur les 18–49 ans |
| ------------ | -------------- | ---------------------- | ------ | --------------------------- | ----------------------------------------- | --------------------- |
| 1            |                | Titre français inconnu | ABC    | 9 octobre 2025              |                                           |                       |